# Campionat del món de ciclisme en pista de 2021 – Keirin femení
La competició de keirin femení al Campionat del món de ciclisme en pista de 2021 es va celebrar el 24 d'octubre del 2021.

## Resultats

### Primera ronda
La primera ronda va començar a les 13:08. Les dues primeres ciclistes de cada màniga es van classificar per la segona ronda, totes les altres ciclistes van ser mogudes a les repesques.
| Posició | Nom                  | País                       | Diferència     | Notes          |
| ------- | -------------------- | -------------------------- | -------------- | -------------- |
| 1       | Lauriane Genest      | Canadà                     |                | Q              |
| 2       | Yana Tyshchenko      | Russian Cycling Federation | +0.407         | Q              |
| 3       | Joanne Rodríguez     | Guatemala                  | +0.478         |                |
| 4       | Veronika Jaborníková | Txèquia                    | +0.570         |                |
| 5       | Alla Biletska        | Ucraïna                    | +0.767         |                |
| –       | Emma Hinze           | Alemanya                   | No va començar | No va començar |

| Posició | Nom                 | País          | Diferència     | Notes          |
| ------- | ------------------- | ------------- | -------------- | -------------- |
| 1       | Mathilde Gros       | França        |                | Q              |
| 2       | Yuli Verdugo        | Mèxic         | +0.378         | Q              |
| 3       | Laurine van Riessen | Països Baixos | +0.457         |                |
| 4       | Urszula Łoś         | Polònia       | +0.477         |                |
| 5       | Madalyn Godby       | Estats Units  | +1.048         |                |
| –       | Pauline Grabosch    | Alemanya      | No va començar | No va començar |

| Posició | Nom              | País         | Diferència | Notes |
| ------- | ---------------- | ------------ | ---------- | ----- |
| 1       | Martha Bayona    | Colòmbia     |            | Q     |
| 2       | Lea Friedrich    | Alemanya     | +0.041     | Q     |
| 3       | Nicky Degrendele | Bèlgica      | +0.117     |       |
| 4       | Mandy Marquardt  | Estats Units | +0.244     |       |
| 5       | Kelsey Mitchell  | Canadà       | +0.325     |       |
| 6       | Sophie Capewell  | Regne Unit   | +0.428     |       |

| Posició | Nom                      | País                       | Diferència | Notes |
| ------- | ------------------------ | -------------------------- | ---------- | ----- |
| 1       | Shanne Braspennincx      | Països Baixos              |            | Q     |
| 2       | Mina Sato                | Japó                       | +0.050     | Q     |
| 3       | Juliana Gaviria          | Colòmbia                   | +0.554     |       |
| 4       | Alessa-Catriona Pröpster | Alemanya                   | +0.619     |       |
| 5       | Daria Shmeleva           | Russian Cycling Federation | +0.817     |       |
| 6       | Helena Casas             | Espanya                    | +1.621     |       |

### Primera ronda de repesca
La primera ronda de repesca va començar a les 13:34. La primera ciclista de cada màniga es va classificar per la següent ronda.
| Posició | Nom                      | País         | Diferència | Notes |
| ------- | ------------------------ | ------------ | ---------- | ----- |
| 1       | Madalyn Godby            | Estats Units |            | Q     |
| 2       | Sophie Capewell          | Regne Unit   | +0.129     |       |
| 3       | Joanne Rodríguez         | Guatemala    | +0.166     |       |
| 4       | Alessa-Catriona Pröpster | Alemanya     | +0.204     |       |

| Posició | Nom                 | País          | Diferència | Notes |
| ------- | ------------------- | ------------- | ---------- | ----- |
| 1       | Laurine van Riessen | Països Baixos |            | Q     |
| 2       | Helena Casas        | Espanya       | +0.097     |       |
| 3       | Mandy Marquardt     | Estats Units  | +0.267     |       |
| 4       | Alla Biletska       | Ucraïna       | +0.360     |       |

| Posició | Nom              | País    | Diferència | Notes |
| ------- | ---------------- | ------- | ---------- | ----- |
| 1       | Kelsey Mitchell  | Canadà  |            | Q     |
| 2       | Nicky Degrendele | Bèlgica | +1.033     |       |
| 3       | Urszula Łoś      | Polònia | +2.992     |       |

| Posició | Nom                  | País                       | Diferència | Notes |
| ------- | -------------------- | -------------------------- | ---------- | ----- |
| 1       | Daria Shmeleva       | Russian Cycling Federation |            | Q     |
| 2       | Veronika Jaborníková | Txèquia                    | +0.045     |       |
| 3       | Juliana Gaviria      | Colòmbia                   | +1.311     |       |

### Segona ronda
La segona ronda va començar a les 14:35. Les primeres tres ciclistes en cada màniga es van classificar per la final, totes les altres ciclistes van comeptir per als llocs 7è a 12è.
| Posició | Nom                 | País                       | Diferència | Notes |
| ------- | ------------------- | -------------------------- | ---------- | ----- |
| 1       | Lea Friedrich       | Alemanya                   |            | Q     |
| 2       | Madalyn Godby       | Estats Units               | +0.056     | Q     |
| 3       | Daria Shmeleva      | Russian Cycling Federation | +0.144     | Q     |
| 4       | Shanne Braspennincx | Països Baixos              | +0.178     |       |
| 5       | Lauriane Genest     | Canadà                     | +0.199     |       |
| 6       | Yuli Verdugo        | Mèxic                      | +0.273     |       |

| Posició | Nom                 | País                       | Diferència | Notes |
| ------- | ------------------- | -------------------------- | ---------- | ----- |
| 1       | Kelsey Mitchell     | Canadà                     |            | Q     |
| 2       | Yana Tyshchenko     | Russian Cycling Federation | +0.614     | Q     |
| 3       | Mina Sato           | Japó                       | +0.729     | Q     |
| 4       | Mathilde Gros       | França                     | +0.791     |       |
| 5       | Martha Bayona       | Colòmbia                   | +0.851     |       |
| 6       | Laurine van Riessen | Països Baixos              | +0.869     |       |

### Final
La final va començar a les 16:23.

#### Final petita
| Posició | Nom                   | País          | Diferència     | Notes          |
| ------- | --------------------- | ------------- | -------------- | -------------- |
| 7       | Shanne Braspennincx   | Països Baixos |                |                |
| 8       | Martha Bayona         | Colòmbia      | +0.042         |                |
| 9       | Mathilde Gros         | França        | +0.170         |                |
| 10      | Lauriane Genest       | Canadà        | +0.205         |                |
| 11      | Laurine furgó Riessen | Països Baixos | +0.532         |                |
| 12      | Yuli Verdugo          | Mèxic         | No va començar | No va començar |

#### Final
| Posició | Nom             | País                      | Diferència     | Notes          |
| ------- | --------------- | ------------------------- | -------------- | -------------- |
| 1       | Lea Friedrich   | Alemanya                  |                |                |
| 2       | Mina Sato       | Japó                      | +0.068         |                |
| 3       | Yana Tyshchenko | Federació de Ciclisme rus | +0.184         |                |
| 4       | Madalyn Godby   | Estats Units              | +0.331         |                |
| 5       | Kelsey Mitchell | Canadà                    | +0.357         |                |
| 6       | Daria Shmeleva  | Federació de Ciclisme rus | No va començar | No va començar |